# Сильвенайт (Монтана)
Сильвенайт (англ. Sylvanite) — переписна місцевість (CDP) в США, в окрузі Лінкольн штату Монтана. Населення — 98 осіб (2020).

## Географія
Сильвенайт розташований за координатами 48°42′23″ пн. ш. 115°52′26″ зх. д. / 48.70639° пн. ш. 115.87389° зх. д. (48.706255, -115.874027).  За даними Бюро перепису населення США в 2010 році переписна місцевість мала площу 14,80 км², уся площа — суходіл.

## Демографія
Згідно з переписом 2010 року, у переписній місцевості мешкали 103 особи в 54 домогосподарствах у складі 33 родин. Густота населення становила 7 осіб/км².  Було 119 помешкань (8/км²).
Расовий склад населення:
| - 96,1 % — білих - 1,0 % — корінних американців - 1,0 % — азіатів |

До двох чи більше рас належало 1,9 %. Частка іспаномовних становила 1,0 % від усіх жителів.
За віковим діапазоном населення розподілялося таким чином: 14,6 % — особи молодші 18 років, 63,1 % — особи у віці 18—64 років, 22,3 % — особи у віці 65 років та старші. Медіана віку мешканця становила 55,8 року. На 100 осіб жіночої статі у переписній місцевості припадало 119,1 чоловіків;  на 100 жінок у віці від 18 років та старших — 120,0 чоловіків також старших 18 років.
Середній дохід на одне домашнє господарство  становив 47 971 долар США (медіана — 43 750), а середній дохід на одну сім'ю — 55 928 доларів (медіана — 62 857). За межею бідності перебувало 2,6 % осіб, у тому числі 0,0 % дітей у віці до 18 років та 12,5 % осіб у віці 65 років та старших.
Цивільне працевлаштоване населення становило 37 осіб. Основні галузі зайнятості: освіта, охорона здоров'я та соціальна допомога — 24,3 %, транспорт — 18,9 %, будівництво — 18,9 %.